# Hlavní nádraží (métro de Prague)
Hlavní nádraží est une station de métro à Prague, en Tchéquie. Située sur la ligne C du métro de Prague entre Florenc et Muzeum, elle est ouverte depuis le 9 mai 1974.